# Tour de San Luis 2009
La 3e édition du Tour de San Luis s'est déroulée du 19 au 25 janvier 2008 sur 7 étapes. La victoire finale est revenue à l'Argentin Alfredo Lucero.

## Étapes
| Étape     | Date       | Villes étapes                               |                             | Distance (km) | Vainqueur d’étape     | Leader du classement général |
| --------- | ---------- | ------------------------------------------- | --------------------------- | ------------- | --------------------- | ---------------------------- |
| 1re étape | 19 janvier | San Luis - Villa Mercedes                   |                             | 168,4         | Mattia Gavazzi        | Mattia Gavazzi               |
| 2e étape  | 20 janvier | La Toma - Mirador Del Potrero               |                             | 174,4         | Lucas Sebastián Haedo | Lucas Sebastián Haedo        |
| 3e étape  | 21 janvier | San Luis                                    | Contre-la-montre individuel | 19,8          | Jorge Giacinti        | Alfredo Lucero               |
| 4e étape  | 22 janvier | San Luis – La Carolina                      |                             | 159,0         | José Serpa            | Alfredo Lucero               |
| 5e étape  | 23 janvier | San Francisco del Monte de Oro - Merlo      |                             | 204,8         | Xavier Tondo          | Alfredo Lucero               |
| 6e étape  | 24 janvier | Potrero De Los Funes – Potrero De Los Funes |                             | 121,0         | Luis Amarán           | Alfredo Lucero               |
| 7e étape  | 25 janvier | San Luis - San Luis                         |                             | 167,1         | Juan José Haedo       | Alfredo Lucero               |

## Classement général
| 1. | Alfredo Lucero | Sélection Argentine          | en | 24 h 37 min 52 s |
| 2. | Jorge Giacinti | Sélection Argentine          | +  | 1 min 05 s       |
| 3. | José Serpa     | Serramenti PVC Diquigiovanni |    | 1 min 31 s       |